# Belgrano (departamento de Santa Fé)
| Departamento Belgrano    | Departamento Belgrano                                                      |
| ------------------------ | -------------------------------------------------------------------------- |
| País:                    | Argentina                                                                  |
| Província:               | Santa Fé                                                                   |
| Capital:                 | Las Rosas                                                                  |
| Superfície:              | 2.386 km²                                                                  |
| População:               | 46.746 (IDEC - 2005)                                                       |
| Densidade:               | 17,4 hab/km²                                                               |
| Var. intercensial:       | +6,78%                                                                     |
| Localização:             | 32° 29' S 61° 35' O                                                        |
| Municípios e Comunas:    | - Armstrong - Bouquet - Las Parejas - Las Rosas - Montes de Oca - Tortugas |
| Localização na província |                                                                            |
| Departamento.            |                                                                            |

Departamento Belgrano é um departamento da província de Santa Fé, na Argentina.

## Toponímia
Em homenagem ao criador da bandeira da Argentina, General Manuel Belgrano.